# Podington Castle
Podington Castle, manchmal auch Puddington Manor Farm genannt, ist eine abgegangene Burg in der Gemeinde Podington in der englischen Grafschaft Bedfordshire.
Die Motte mit drei Burghöfen, die von einem Graben umgeben waren, wurde im 11. Jahrhundert errichtet und ist im Domesday Book von 1086 als Besitz von Hugh de Fleming erwähnt. Noch vor dem Beginn des 17. Jahrhunderts, als ein neues Podington Manor House (heute Old Podington Manor House) unmittelbar vor der Burg errichtet wurde, lag diese bereits in Ruinen. Das Podington Manor House wurde 1694 ein Bauernhof, nachdem ihre Eigner sich anderwärts eine neue Residenz bauen ließen.
Ausgedehnte Erdwerke sind von der alten Burg noch erhalten. Sie liegen auf dem alten Mound in den Feldern hinter dem Old Podington Manor House. Auch Fundamente fand man noch im 20. Jahrhundert.